# Chattauck
Chattauck war eine kleine Masseneinheit (Gewichtsmaß) in Masulipatam, einer Stadt in der britischen Präsidentschaft Madras an der Küste Koromandels in Vorderindien. Das Maß war der Ware angepasst.
- Kleinhandel 1 Chattauck = 1,196 Lot (Preußen = 16,667 Gramm) = 19,934 Gramm (1 Maund = 12,75728 Kilogramm[1])
- Baumwolle 1 Chattauck = 1,02 Lot = 17,000 Gramm (1 Maund = 10,8862 Kilogramm)
- Messing, Kupfer 1 Chattauck = 0,9586 Lot = 15,977 Gramm (1 Maund = 10,2058 Kilogramm)
- Produkte, Metalle 1 Chattauck = 1,063 Lot = 17,717 Gramm (1 Maund = 11,3398 Kilogramm)

Die Maßkette war
- 1 Kändi/Candy = 20 Maunds = 800 Seers/Sihrs = 6400 Nowtauks = 12800 Chattaucks